# Tratado de Adesão da República da Crimeia à Federação Russa

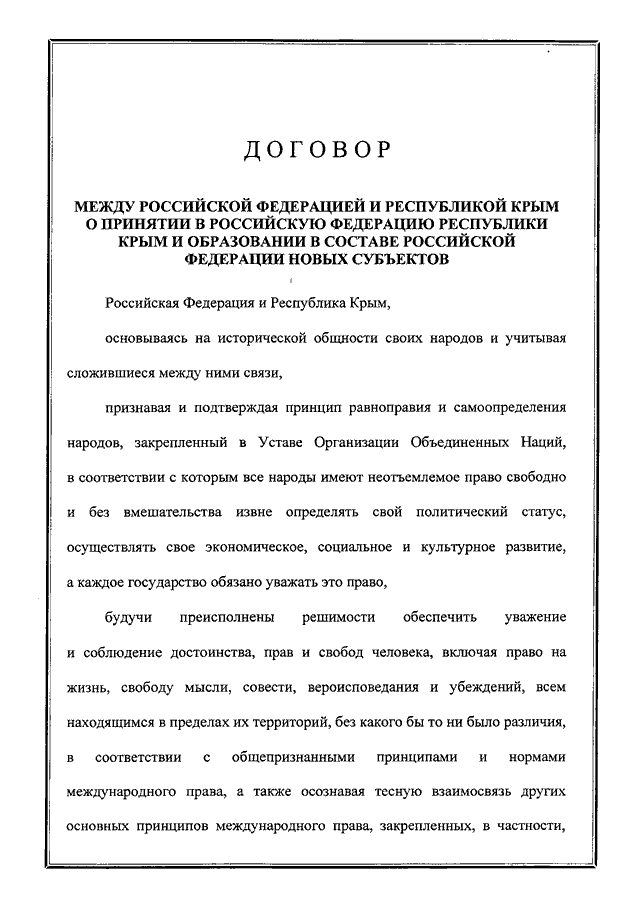
Primeira página do Tratado.

O Tratado entre a Federação Russa e a República da Crimeia sobre a Admissão da República da Crimeia à Federação Russa e a Formação de novas entidades dentro da Federação Russa é um documento assinado em 18 de março de 2014 para formalizar legalmente a adesão da Crimeia à Federação Russa. As disposições do documento estabelecem a admissão formal da autoproclamada República da Crimeia na Rússia, com a formação de dois novos membros da Federação Russa na Crimeia - a República da Crimeia e a cidade federal de Sebastopol.

## Assinatura e Ratificação
Um projeto de tratado sobre a admissão da República da Crimeia na Rússia foi aprovado pelo presidente russo Vladimir Putin em 17 de março de 2014. Em 18 de março, Putin notificou o governo russo e a Assembléia Federal sobre as propostas dos parlamentos da Crimeia e Sebastopol para se juntar à Federação Russa e formar novas entidades.
No mesmo dia, após o discurso de Vladimir Putin aos deputados da Duma, membros do Conselho da Federação, líderes regionais russos e representantes da sociedade civil no Salão São Jorge do Grande Palácio do Kremlin, o tratado foi assinado. Por parte da Rússia, o tratado foi assinado pelo Presidente Vladimir Putin; por parte da República da Crimeia, pelo Presidente do Conselho de Ministros, Sergei Aksyonov, e pelo Presidente do Conselho de Estado, Vladimir Konstantinov; e por parte de Sebastopol, pelo Presidente do Conselho de Coordenação para a organização do governo da cidade de Sebastopol, Alexei Chaly.
O Tribunal Constitucional da Federação Russa recebeu um pedido do Presidente da Federação Russa para verificar a constitucionalidade do tratado assinado sobre a adesão da Crimea à Rússia. "Dada a situação atual em torno da Crimea e Sevastopol", o presidente pediu para considerar o pedido sem realizar uma audiência pública, o que foi feito. Em 19 de março, a Corte Constitucional da Federação Russa considerou unanimemente que o tratado estava em conformidade com a Constituição Russa.
No mesmo dia, o Presidente Putin apresentou um projeto de lei à Duma sobre a ratificação do tratado e um projeto de lei constitucional federal de acompanhamento, que previa emendas apropriadas à Constituição Russa, entre outras coisas.
Em 20 de março, a Duma ratificou o tratado de admissão da República da Crimeia e da cidade de Sebastopol na Federação Russa. 443 deputados votaram a favor, com 1 contra (Ilya Ponomarev).
Em 21 de março, o Conselho da Federação ratificou o tratado de admissão da República da Crimeia e da cidade de Sebastopol na Federação Russa, e adotou uma lei constitucional federal acompanhando o tratado sobre a formação de duas novas entidades na Federação Russa - a República da Crimeia e a cidade federal de Sebastopol. 155 senadores votaram a favor da ratificação, sem votos contra ou abstenções. Falando na sessão, o Ministro das Relações Exteriores russo Sergey Lavrov disse que não havia procedimento de ratificação do tratado na Crimeia, porque "o Conselho Supremo da República da Crimeia e a Câmara Municipal de Sebastopol adotaram decisões <...> por estas decisões autorizaram seus representantes a assinar este tratado, que, repito, de acordo com seu próprio texto entra em vigor imediatamente após a assinatura".
No mesmo dia, a lei federal "Sobre a Ratificação do Tratado entre a Federação Russa e a República da Crimeia sobre a Admissão à Federação Russa da República da Crimeia e a Formação de Novas Entidades Constituintes dentro da Federação Russa" e a lei constitucional federal que acompanha o tratado "Sobre a Admissão à Federação Russa da República da Crimeia e a Formação de Novas Entidades Constituintes dentro da Federação Russa - a República da Crimeia e a Cidade Federal de Sebastopol" foram assinadas pelo Presidente.

## Conteúdo
De acordo com o tratado, o estado independente e soberano da República da Crimeia, no qual a cidade de Sebastopol tem um status especial, é incorporado à Federação Russa com base nos resultados do referendo sobre toda a Crimeia, no qual novos membros - a República da Crimeia e a cidade federal de Sebastopol - são constituídos a partir da data de adesão. O Tratado entrou em vigor em 1 de abril de 2014 (entrada em vigor das leis de ratificação), mas antes disso foi "aplicado provisoriamente" desde a data de assinatura (18 de março), que é considerada a data da adesão da República da Crimeia à Rússia e a formação de novos membros.
O texto do tratado incluiu um preâmbulo e dez artigos, que estabelecem disposições relativas à admissão da República da Crimeia na Federação Russa e à formação de novos membros dentro da Rússia, incluindo disposições sobre os territórios dos novos membros, a cidadania da população, as autoridades estatais desses membros. A fronteira da República da Crimeia com a Ucrânia é declarada fronteira estatal da Rússia pelo tratado. Cidadãos da Ucrânia e apátridas residentes permanentes no dia da adesão da Crimeia à Federação Russa no território das novas entidades da Federação são reconhecidos como cidadãos da Federação Russa - exceto para aqueles que, dentro de um mês após aquele dia, declararem seu desejo de preservar a outra cidadania que eles e (ou) seus filhos menores possuem, ou permanecem apátridas. Foi estabelecida a sucessão das autoridades supremas da Crimeia, cujos poderes foram preservados até as novas eleições.
O tratado estabeleceu um período de transição até 1 de janeiro de 2015, durante o qual as questões de integração da Crimeia e Sebastopol nos sistemas econômico, financeiro, de crédito e jurídico, e o sistema de órgãos estatais da Rússia, seriam resolvidas. Os atos do República Autônoma da Crimeia e de Sebastopol adotados antes da adesão da Crimeia à Federação Russa e que não contradizem a Constituição Russa permanecem em vigor até o final do período de transição ou a adoção de novos atos pela Rússia ou pelas autoridades da Crimeia.
A Lei de Admissão de novos membros à Federação Russa não prevê a formação de uma cidade federal (que ocorreu no caso do Sebastopol) quando um estado estrangeiro ou parte dele é admitido na Rússia como um novo membro. O Tribunal Constitucional da Rússia, citando os artigos 5, 65 e 66 da Constituição (estabelecendo os respectivos status das entidades da Federação Russa), e "levando em conta as características concretas e históricas que caracterizam a formação de diferentes entidades da Federação Russa", considerou a aceitação do Sebastopol na Rússia como uma cidade federal, mas não anunciou diretamente se, em princípio, a restrição estabelecida por lei ainda é válida ou se é abolida como inconstitucional.
Elena Lukyanova, advogada russa e membro da Câmara Cívica da Federação Russa, referindo-se à avaliação das ações do Tribunal Constitucional previstas por lei ao aceitar uma parte de um Estado estrangeiro em sua composição - verificando a conformidade de um tratado internacional que não tenha entrado em vigor com a Constituição, nomeou oito casos de violação pelo tribunal de seus próprios procedimentos. Em resposta, o chefe do Tribunal Constitucional russo, Valery Zorkin, referiu-se ao fato de que "durante séculos e até milênios, a Rússia foi mantida unida por supremos laços espirituais, chamados de forma diferente em tempos diferentes. Sendo mantidos juntos por esses laços, poderia tratar os lações legais com maior ou menor indiferença". Em sua opinião, "quando as 'tropas armadas Maidan' de Kiev estavam prontas para ir para a Crimeia, não havia mais tempo para 'estrita escrupulosidade legal'".